# Miguel Ángel Contreras Llajaruna
Miguel Ángel Contreras Llajaruna   (Cajabamba, 5 de juliol de 1979) és bisbe auxiliar del bisbat de Callao, i el primer bisbe nomenat pel papa Lleó XIV.
Va estudiar al seminari dels Pares Maristes de Sullana. Va estudiar Filosofia a l'Institut Superior Joan XXIII de Lima i Teologia a l'Institut Teològic Salesià Crist Ressuscitat de Guadalarjara de Mèxic. Des del 2008 és sacerdot. Va promoure i acompanyar l'escola San José del Callao des del 2912. El 2022 esdevingué vicari episcopal per la vida consagrada al bisbat de Callao i superior dels maristes a l'Amèrica del Sud. El 2025 fou el primer bisbe nomenat pel papa Lleó XIV, per a ser bisbe auxiliar de Callao. Lleó XIV va ser administrador apostòlic del bisbat de Callao entre el 2020 i el 2021, un bisbat que per tant coneix bé.